# Tata Motors
Tata Motors Limited, колись відома, як TELCO (англ. Engineering and Locomotive Company) — найбільший індійський автовиробник. Міжнародна організація автовиробницв поставила компанію в один ряд з найбільшими світовими автовиробниками 20-го століття, базуючись на даних 2006 року
. Компанія — частина Tata Group. Штаб-квартира розміщена в Мумбаї.

 У 2008 році компанія Tata Motors викупила в компанії Ford такі відомі марки автомобілів, як Land Rover, Jaguar та Daimler.

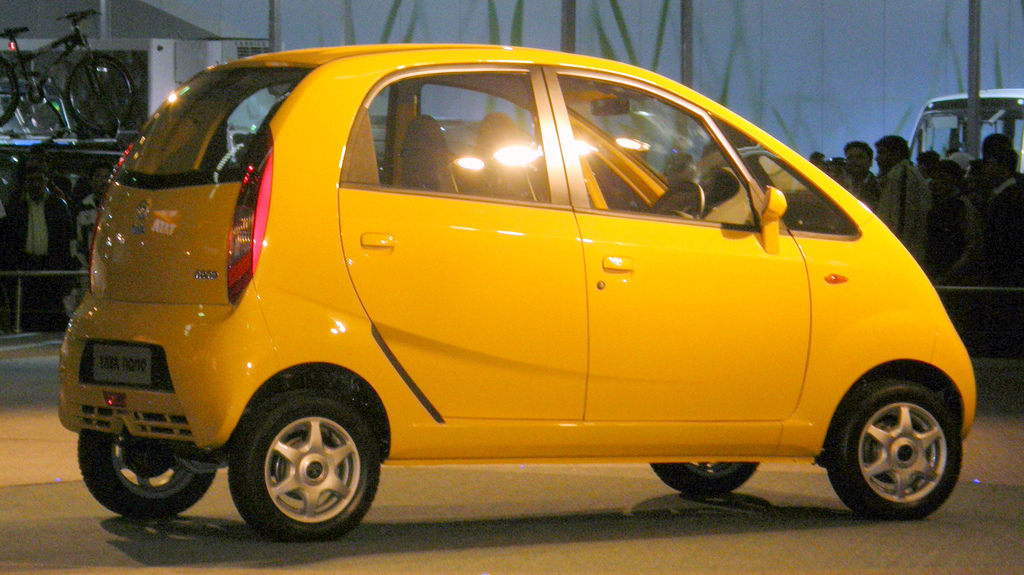
TATA Nano

## Історія
Tata Motors — підрозділ Tata Group, заснованої Джамшеті Тата і Д. Бейкером. Компанія була заснована в 1945 році як виробник локомотивів, а пізніше розширила діяльність у бік сектору комерційного транспорту в 1954 році після об'єднання зусиль з Daimler-Benz AG.

### Початок
Tata Motors почала випуск комерційного транспорту в 1960 році з випуску першого автомобіля (копії Daimler-Benz) в Пуні. Підготовка до випуску перших вантажних автомобілів зайняла у компанії 5 років. Через те, що дорожня інфраструктура країни не розрахована на вантажні автомобілі, компанія перейшла на випуск невеликих комерційних автомобілів. Перший такий автомобіль Tata 407 був випущений в 1986 році.
Після лібералізації, для швидкого зростання, компанія перейшла на політику спільного виробництва. У 1993 році компанія підписує з Cummins Engine Co., Inc. договір про виготовлення потужних і екологічних дизельних двигунів. Це була спроба скоротити кількість вихлопних газів в атмосферу. Продовжуючи кооперації компанія підписала угоду з Tata Holset Ltd., UK про використання технології турбонаддуву в двигунах Cummins.

### Експансія

#### Tata Indica

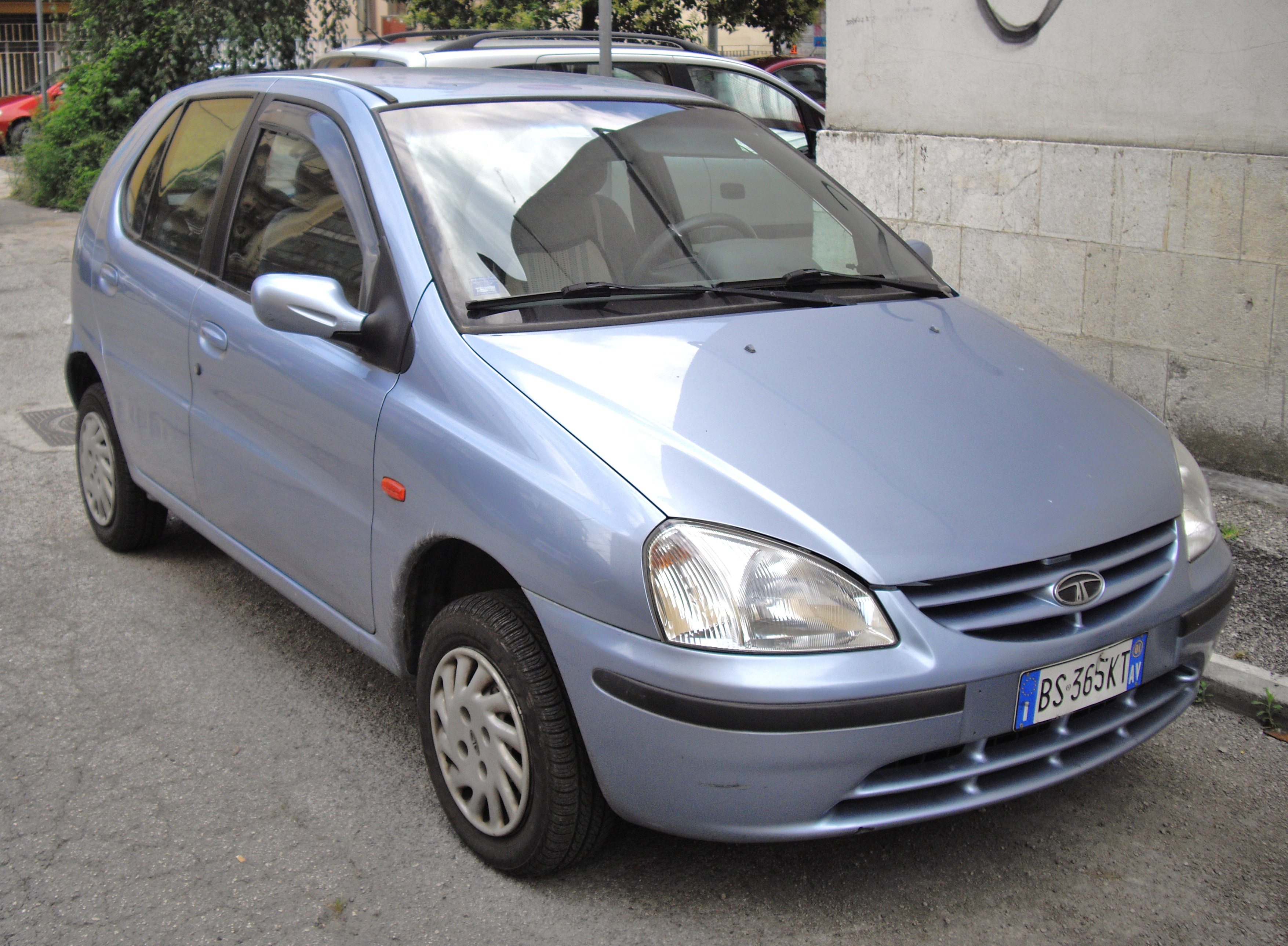
Tata Indica

Після багатьох років домінування на ринку комерційних автомобілів Tata Motors в 1998 році увійшла на ринок пасажирських автомобілів з автомобілем Tata Indica. Цей автомобіль став першим повністю розробленим в Індії пасажирським автомобілем. Завдяки потужному економічному двигуну і агресивній маркетинговій політиці автомобіль став одним з найбільш продаваних в автомобілебудівній історії Індії. Нова версія автомобіля Indica V2 мала істотні доопрацювання і швидко стала улюбленою багатьма. Успіх Tata Indica привів до розквіту Tata Motors. Британська версія імпортувалася MG Rover Group і продавалася як Rover CityRover.

#### Придбання Daewoo
Після успіху Tata Indica, Tata Motors вирішила збільшити свою присутність на світовому ринку. У 2004 році вона викупляє південнокорейську Daewoo Commercial Vehicle Company. Причинами цього послужили:
- Глобальні плани компанії зі зменшення залежності від внутрішнього ринку Індії. Внутрішній ринок комерційних автомобілів мав циклічність попиту і залежність від коливань в економіці Індії.
- Для збільшення кількості пропонованих продуктів.

На шляху розширення своїх міжнародних продажів, компанія продовжує експансію на ринок автобусів представляючи всі нові продукти (Starbus & Globus).

#### Спільне виробництво

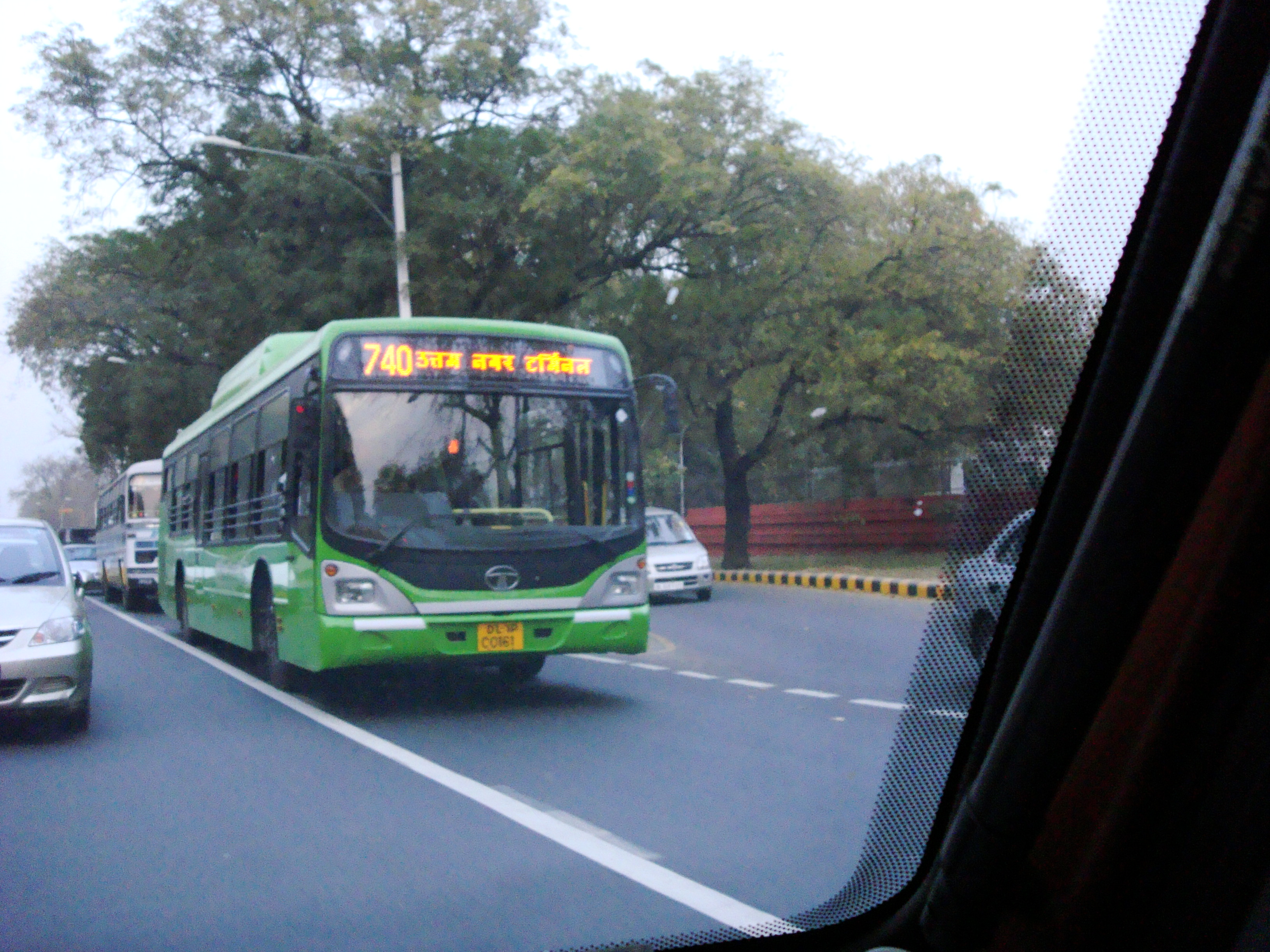
Tata MarcoPolo NON-AC міський автобус в Делі. Модифікація NON-AC зроблена тільки для Делі, у той час як AC версії використовуються в Бангалорі, Мумбаї і Делі

У 2005 році Tata Motors придбала 21% акцій компанії Hispano Carrocera SA.
Також Tata Motors уклала договір з Marcopolo SA, бразильським світовим лідером з виробництва корпусів автобусів, про виготовлення і збірку готових автобусів і вагонів для швидкісних транспортних систем. Спільне виробництво включає технології шасі і вузлів від Tata Motors і розробку та технології кузовів від Marcopolo.

#### Tata Ace
Tata Ace — перша індійська міні-вантажівка, здатна перевозити менше однієї тони, стала вироблятися з травні 2005 року. Міні-вантажівка має великий успіх в Індії. Автоаналітіки передбачали, що Ace змінить ситуацію на ринку невеликого комерційного транспорту в країні, створивши новий сегмент ринку малих комерційних автомобілів. Ace швидко став головним вибором для перевізників, міських власників вантажівок і в сільському господарстві. За жовтень 2005 року продажі невеликих комерційних автомобілів Tata Motors зросли на 36,6% завдяки Ace. Ace збирався з кузовом, виробленим Autoline Industries. У 2005 році Autoline виробляло по 300 кузовів на день для Tata Motors. Ace досі є однією з найпопулярніших марок компанії, в серпні 2008 року був проданий 200 000-ий Ace за 4 роки його виробництва.
Tata Ace експортувався також в деякі європейські, американські і африканські країни. Версії з електричним двигуном продавав підрозділ Chrysler'а Global Electric Motorcars.

### 2007

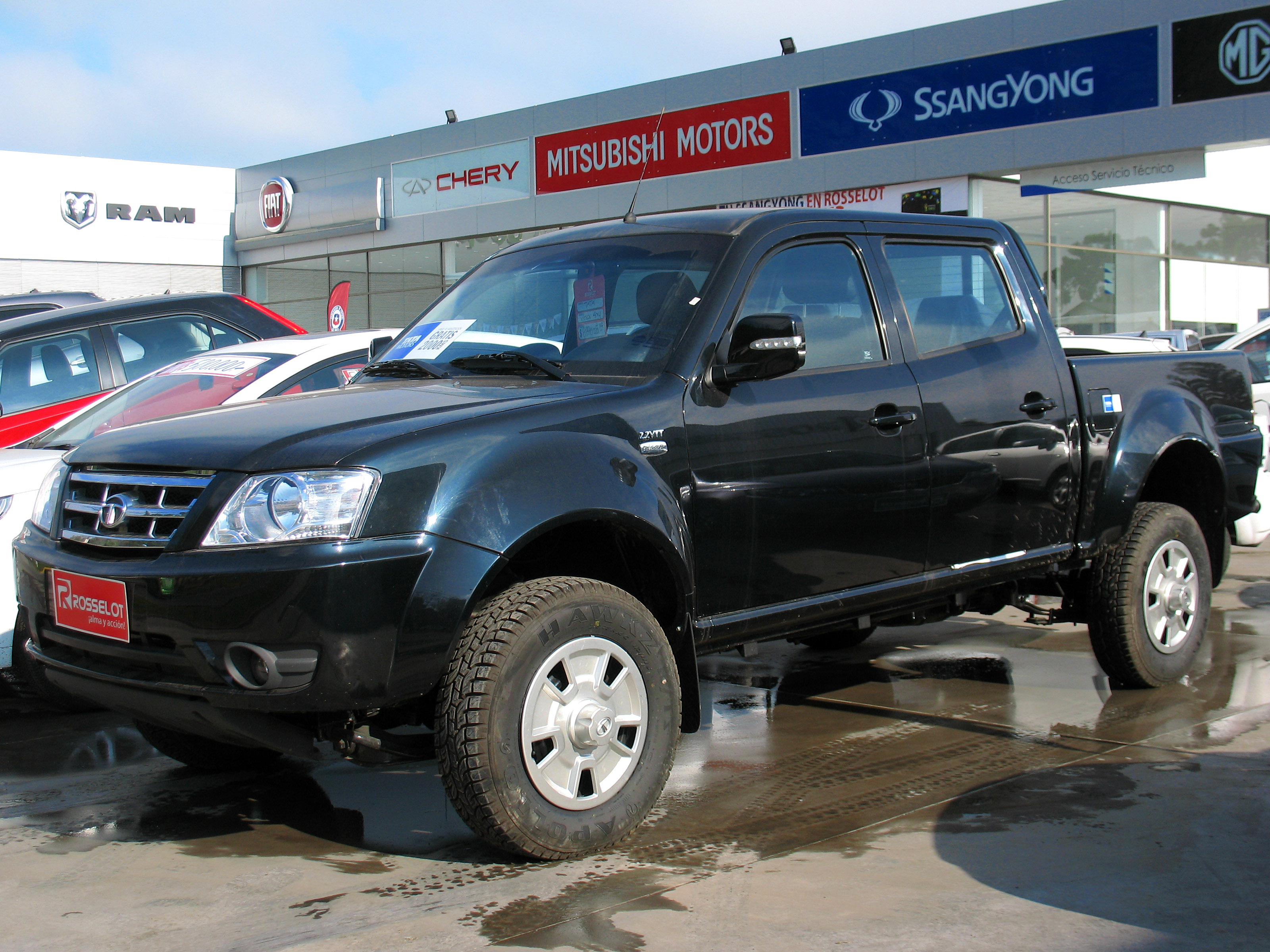
Tata Xenon пікап показаний в 2007 році

У 2007 році Tata Motors показала декілька концептів і очікуваних нових версій автомобілів. Також компанія уклала кілька договорів з місцевими компаніями декількох країн про складання автомобілів Tata. Була представлена перероблена версія Tata Xenon TL на Bologna Motor Show який буде збиратися в Таїланді і Аргентині. Tata Sumo з кузовом пікап також була представлена в рамках програми «Global Pick-Up», компанія планує випускати нову модель пікапа в Індії, Південній Азії, Європі, Південній Африці, Туреччині і Саудівській Аравії. Tata Motors також показала нові моделі Tata Indigo і концепт Tata Elegante на Женевському автосалоні.
Також Tata Motors уклала договір з Fiat на використання технологій дизельних двигунів Fiat'а. Tata Motors розширює співпрацю з Fiat і Iveco на інші сфери подібні програмі «Global Pick-Up». Запуск програми «Global Pick-Up» виділить компанію на промислово розвинених ринках Європи і Сполучених Штатів. Програма була запущена у співпраці Tata Motors і її дочірньої компанії Tata Daewoo Commercial Vehicles, але пізніше Tata Motors вирішила працювати з Iveco, так як розробки Daewoo не задовольняли запити європейських покупців. Також компанія запустила спільне виробництво з таїландською компанією Thonburi — незалежним автовиробником у якого Tata Motors купила 70% акцій.

### 2008

#### Повітромобіль

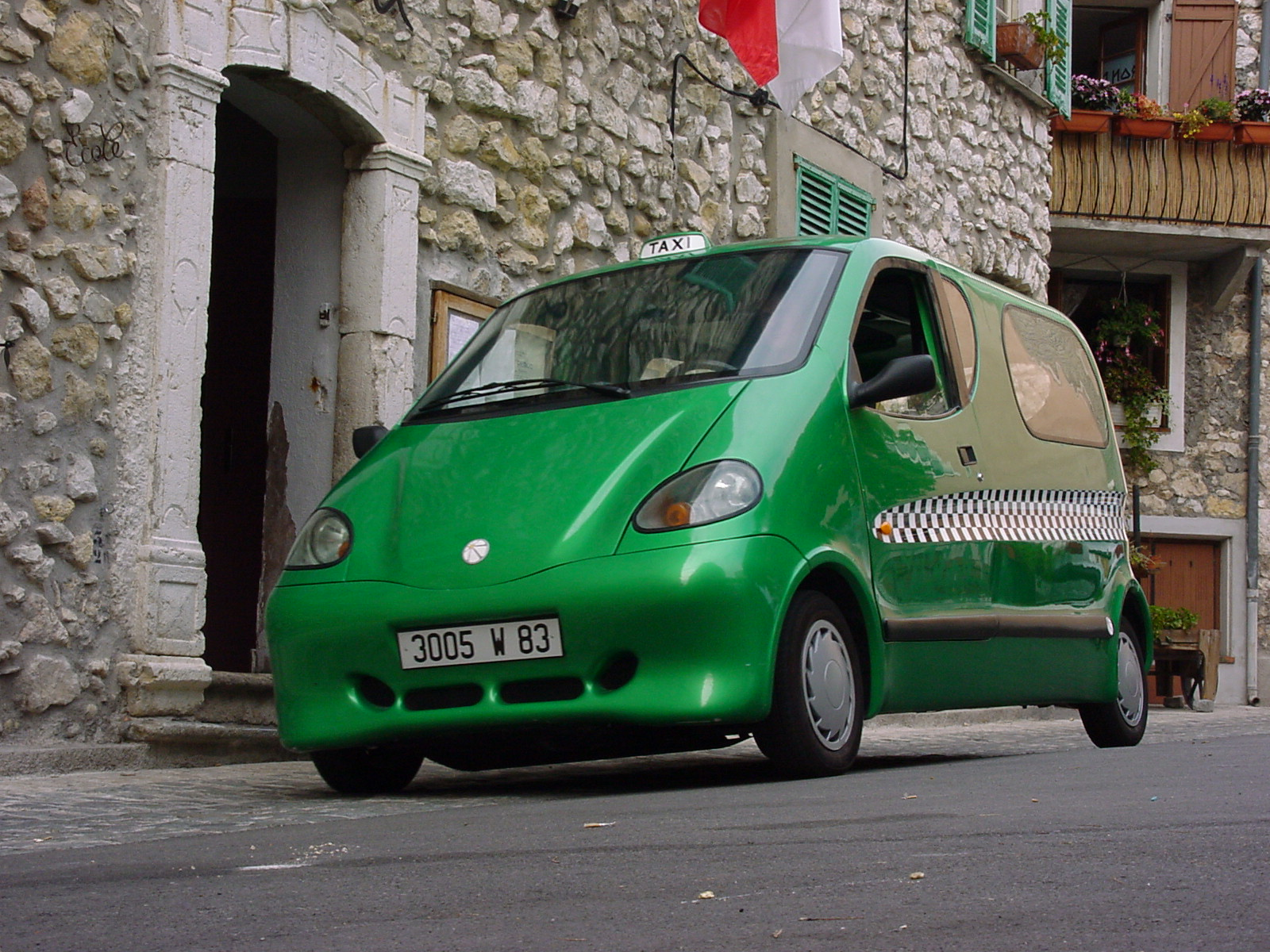
Tata OneCAT

Tata Motors і Люксембурзький Motor Development International мають спільно розроблений перший у світі комерційно життєздатний прототип повітромобіля, названий OneCAT.
Повітромобіль може бути заряджений за 4 години від стандартного роз'єму для електромобілів. MDI планують також розробити установки для стиснення газу, які будуть заправляти автомобіль за 3 хвилини. Автомобіль не використовує бензин або інше викопне паливо і не має вихлопних газів, а електроенергія використовується для стиснення повітря. Вплив на навколишнє середовище побічно залежить від джерела електроенергії (наприклад, ТЕС, АЕС, сонячна електростацнція тощо).
OneCAT — п'ятимісний автомобіль з 200 літровим багажником. З повним баком автомобіль здатний їхати зі швидкістю 100 км/год на відстань 90 км у міському режимі. Двигун автомобіля передбачає використання стисненого повітря в поєднанні із звичайним паливом, що в заміських поїздках дозволяє збільшити запас ходу, при цьому витрата палива і кількість викидів залишаються мінімальними.

#### Tata Nano

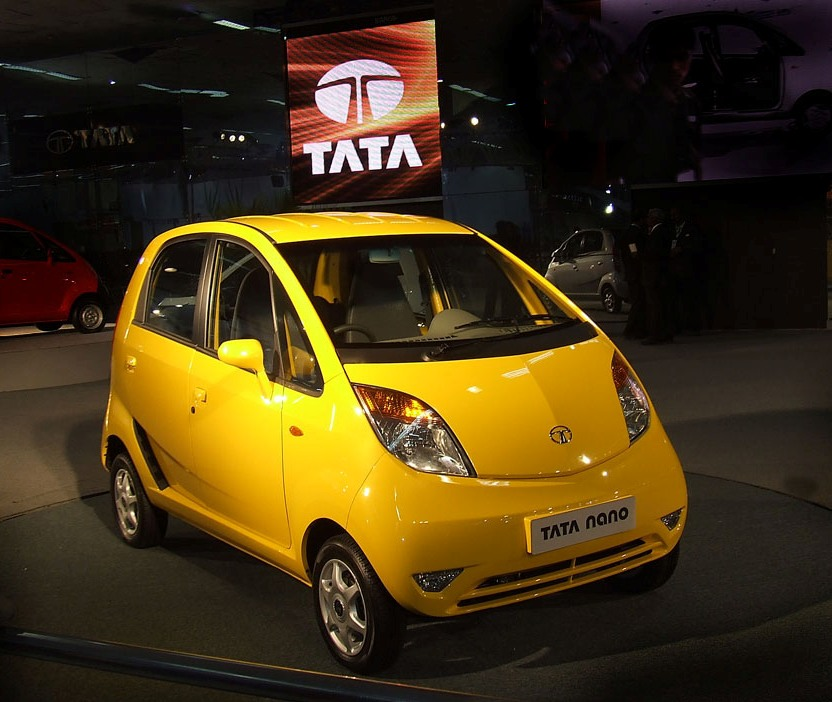
Tata Nano

Розроблений Tata Motors і названий Tata Nano надійшов у продаж в 2008 році. Це найдешевший автомобіль у світі, що коштує приблизно 100 000 індійський рупій (USD $ 2,500). Компанія представила суперміні автомобіль на виставці Auto Expo 2008 в Делі Bajaj Auto і Mahindra-Renault висловили бажання виготовляти подібне авто.
Навколо Nano відразу розгорнулися дебати: частина захисників навколишнього середовища вважає, що випуск таких дешевих автомобілів може призвести до масової автомобілізації в країнах подібної Індії що дуже погано позначиться на чистоті навколишнього середовища і прискорить глобальне потепління.
Для вирішення проблем з екологією Tata збирається випустити E-Nano — електромобіль на основі оригінальної Tata Nano спільно з Miljøbil Grenland AS.

#### Jaguar Cars і Land Rover
27 березня 2008 року Tata Motors підписала договір про купівлю в Ford за 2,3 мільярда доларів США. В угоді вказувалося, що всі права повинні були перейти до кінця другого кварталу 2008 року. Також Tata збирається збільшити свою частку в Daimler і MG Rover.

#### Електромобілі
Tata Motors представила версії з електродвигуном пасажирського Tata Indica і комерційного Tata Ace. Обидва автомобілі живляться від літієвих акумуляторів. Компанія позначила, що виробництво Indica в Індії буде налагоджено приблизно в 2010 році, ціна названа не була. У Норвегії виробництво буде запущено в 2009 році.
Президент компанії Раві Кант пояснив більш ранній запуск виробництва в Норвегії ніж в Індії тим, що в Норвегії вже є необхідна для випуску електромобілів інфраструктура (дочірня компанія у Великій Британії Tata Motors European Technical Centre купила 50,3% фірми Miljø Grenland / Innovasjon, займається розробками в сфері електромобілів).

## Легкові автомобілі Tata

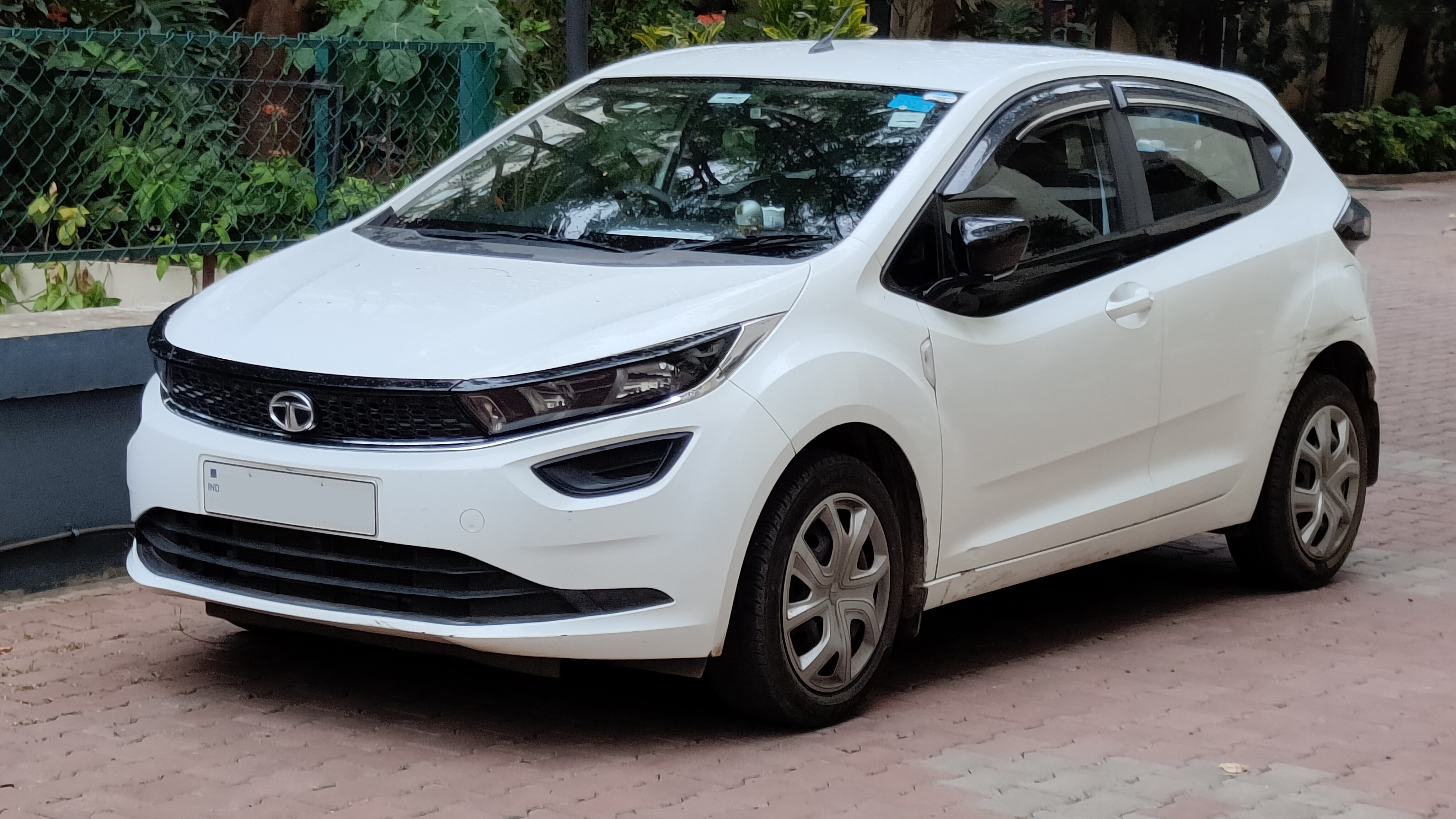
Altroz
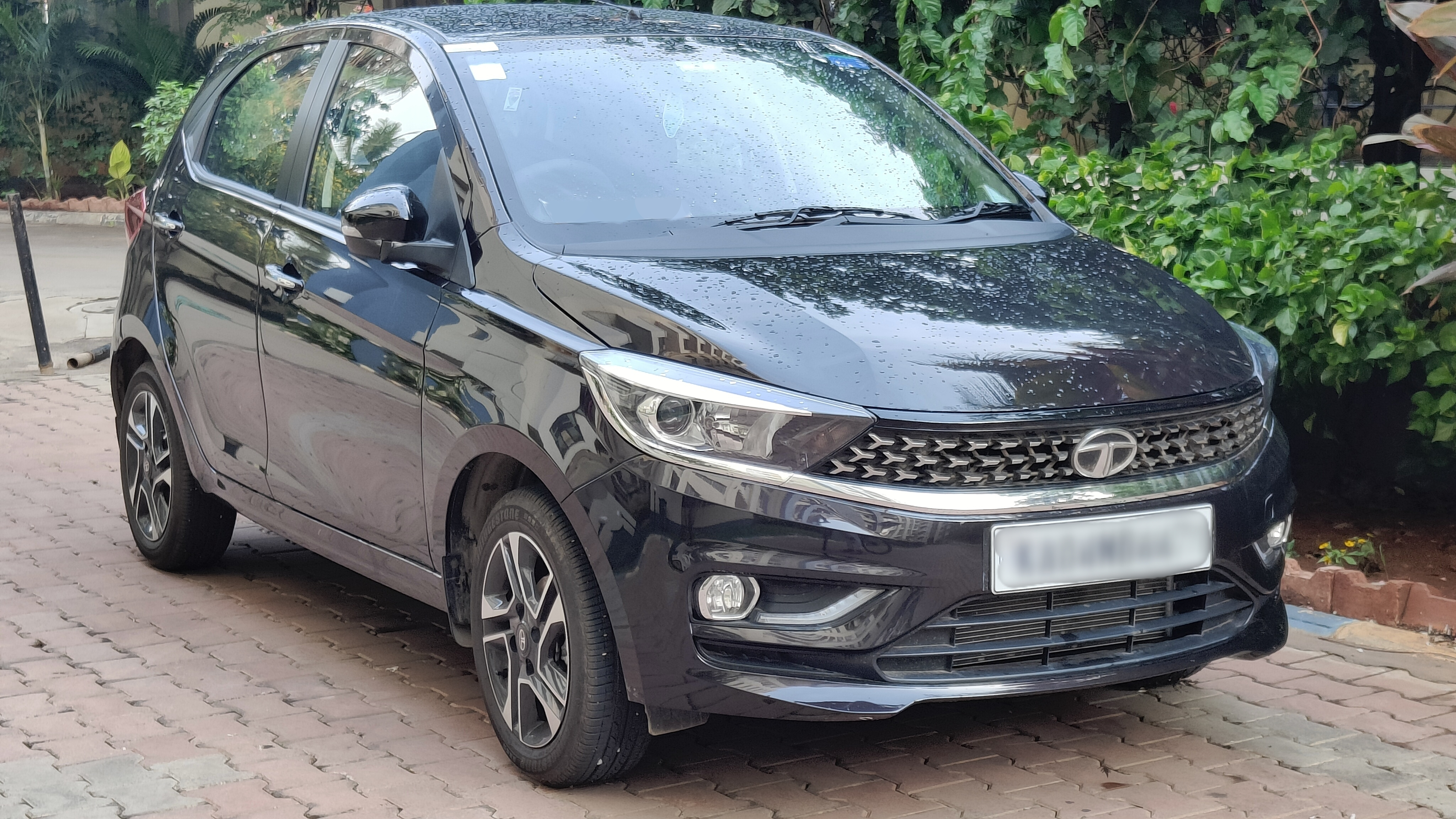
Tiago
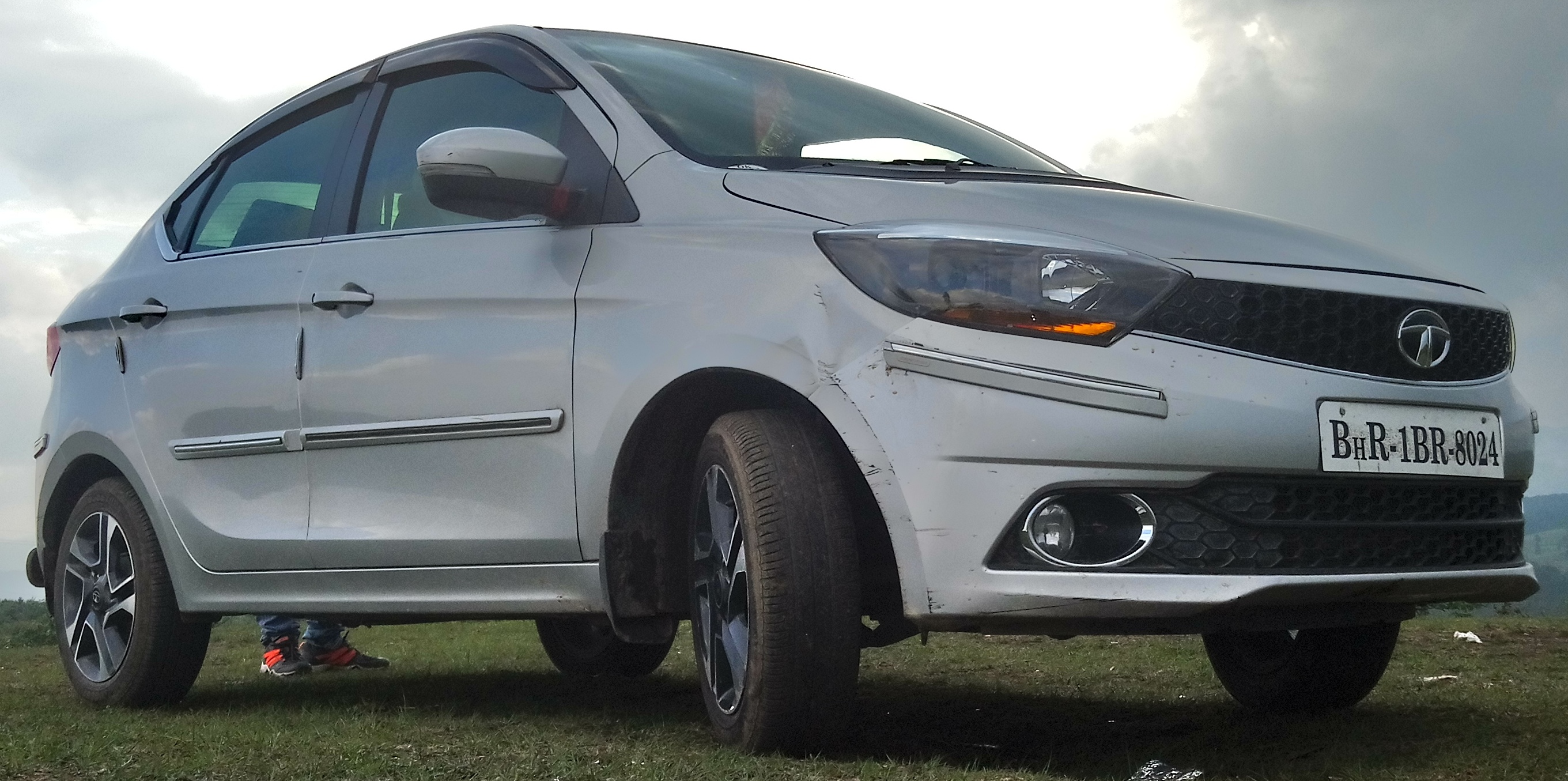
Tigor
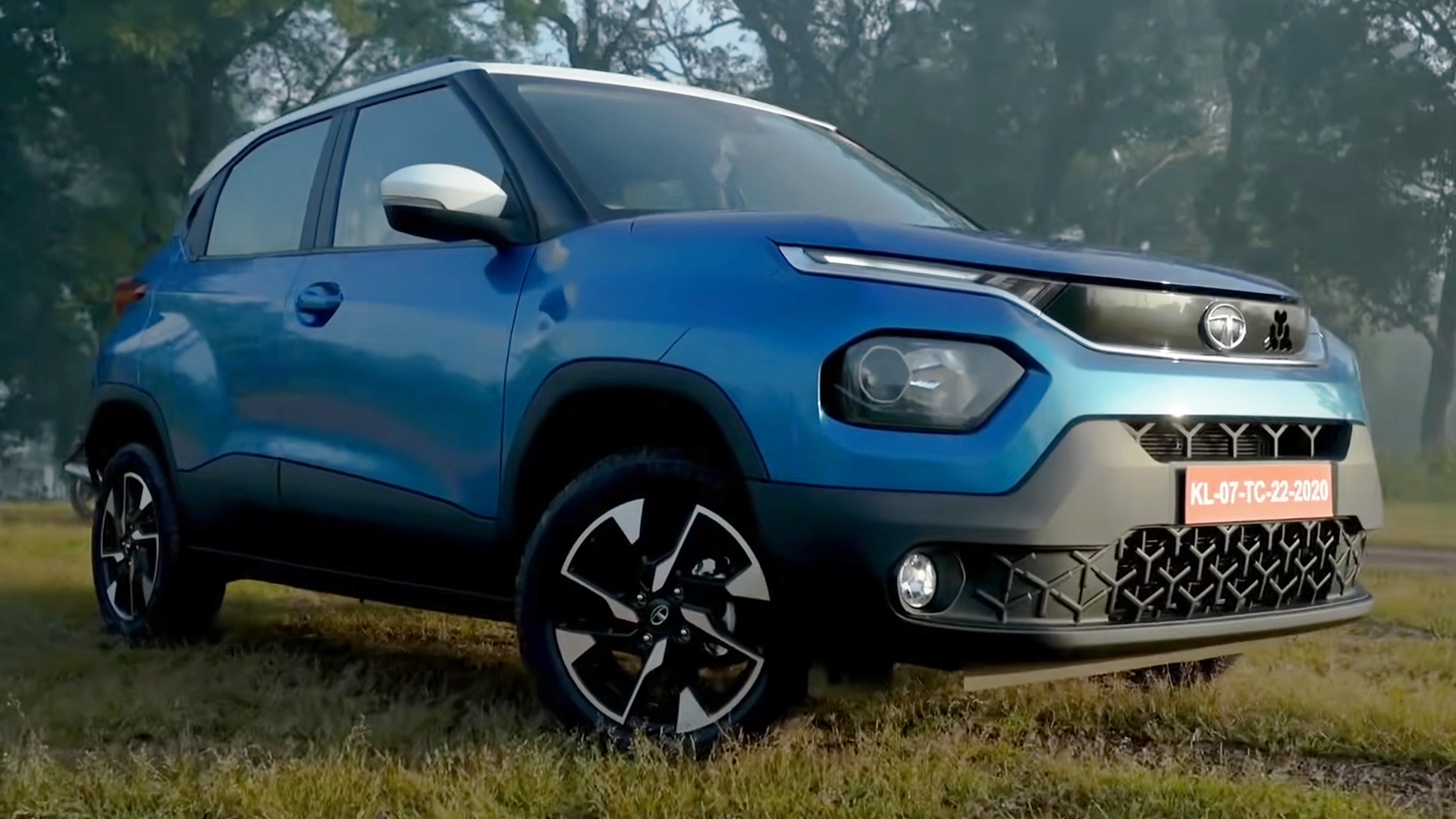
Punch
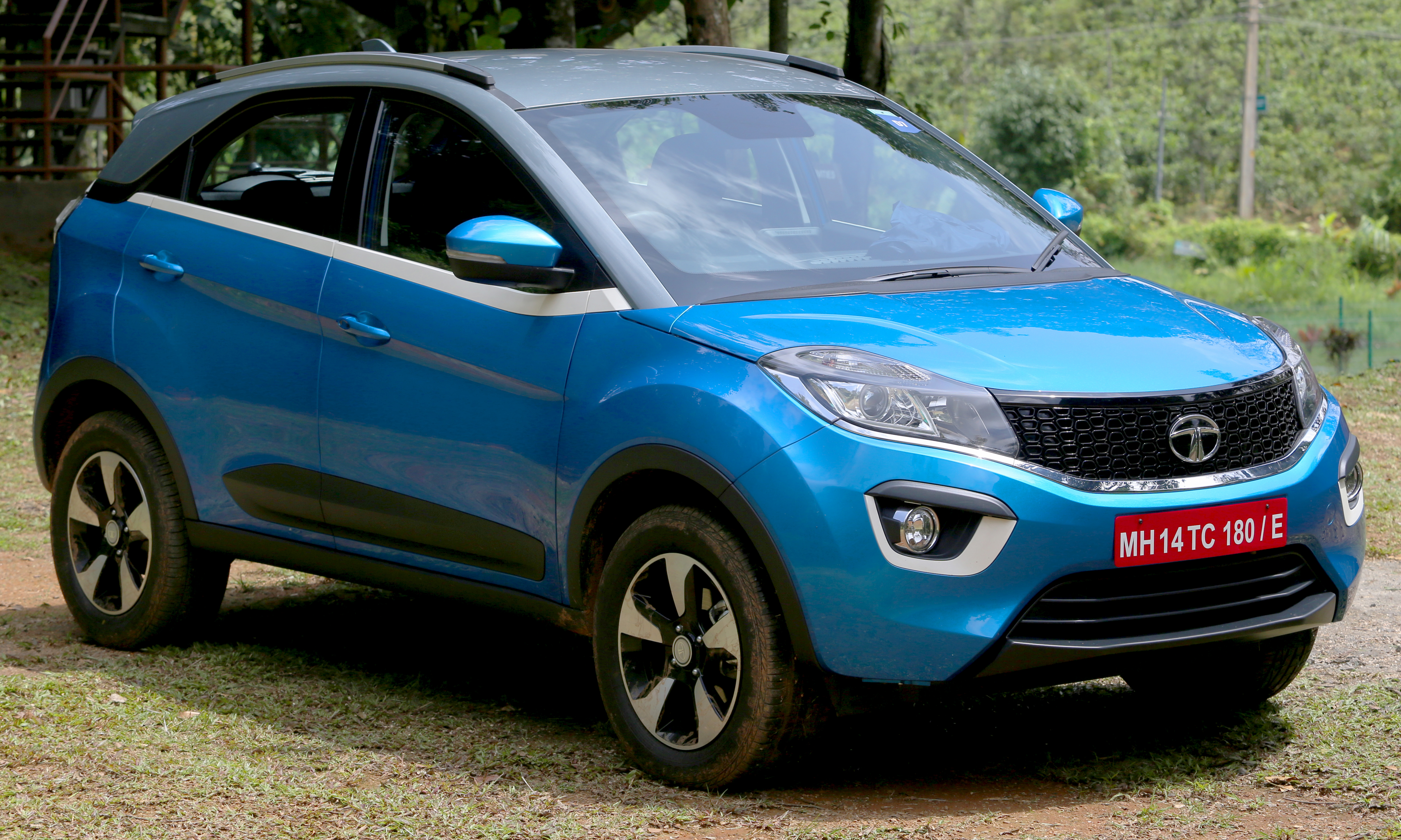
Nexon
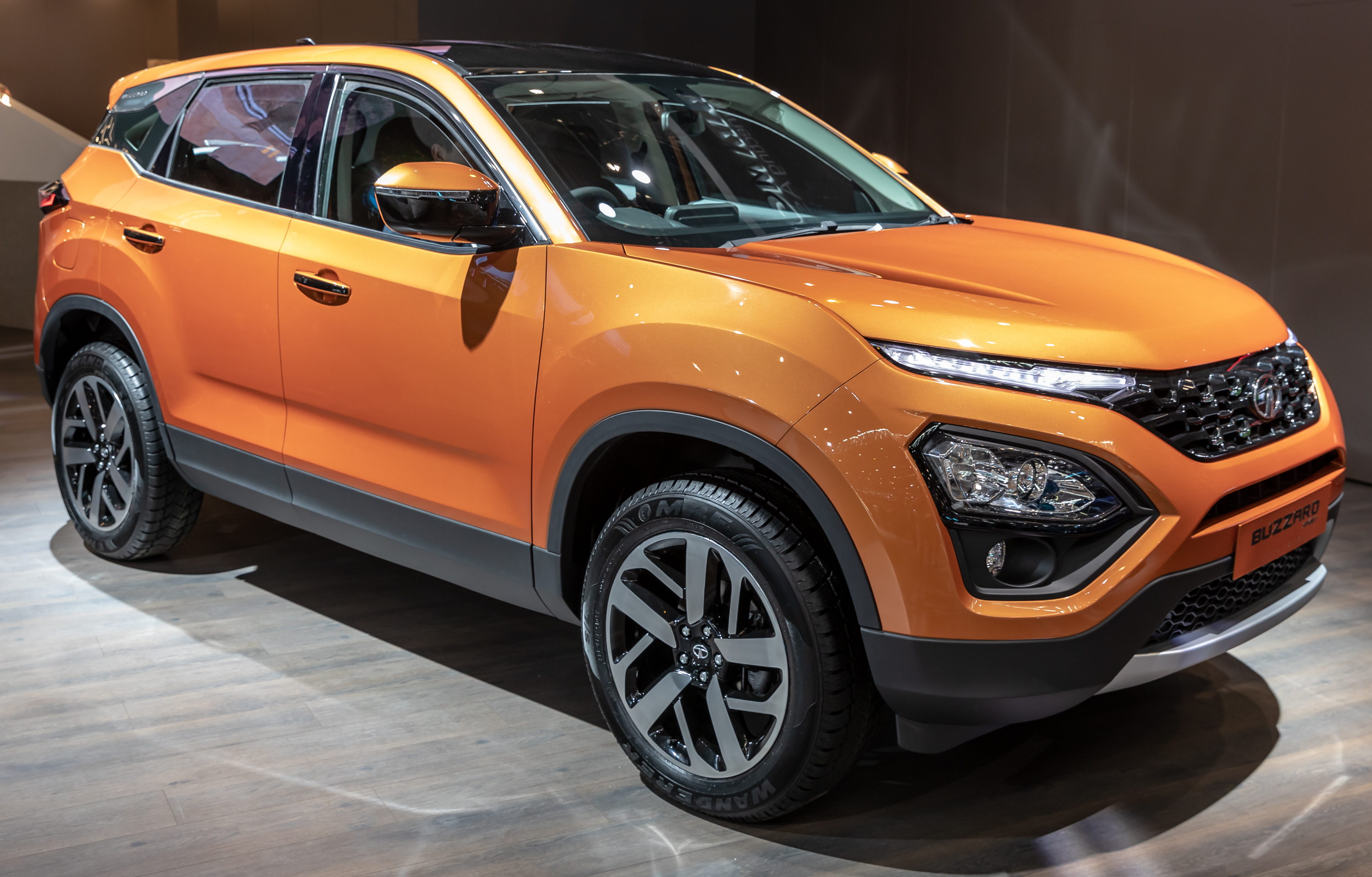
Harrier
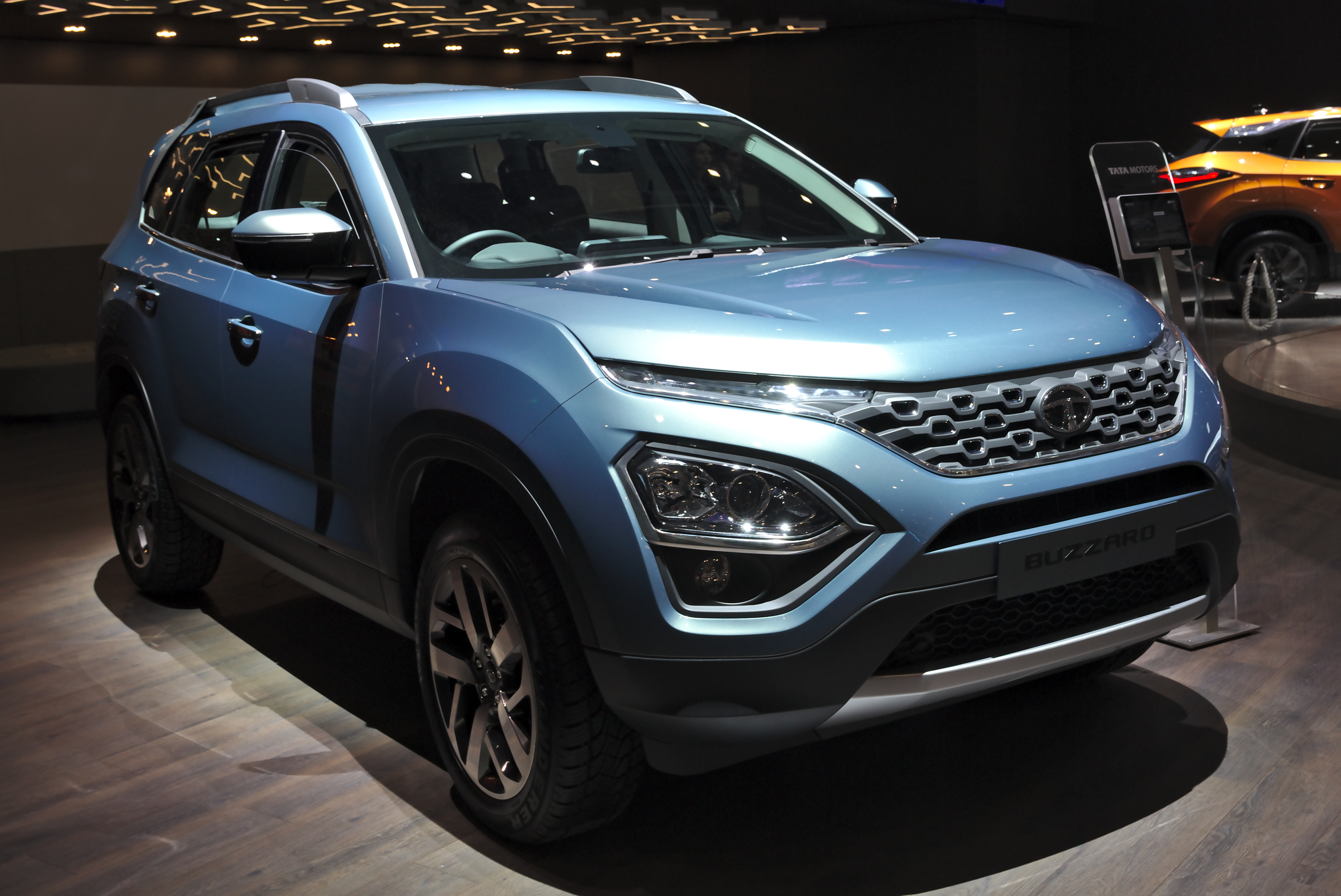
Safari

- Tata Altroz
- Tata Tiago
- Tata Tigor
- Tata Punch
- Tata Nexon
- Tata Harrier
- Tata Curvv
- Tata Safari  - Altroz
  - Tiago
  - Tigor
  - Punch
  - Nexon
  - Harrier
  - Safari

## Вантажні автомобілі Tata
- TATA LPT-613
- Tata Novus

## Дочірні компанії Tata Motors

### Telco Construction Equipment (ТВК)
ТВК належить одночасно Tata Motors і Hitachi сфокусовано в основному на виробництві екскаваторів та іншого будівельного обладнання.

### HV передачі (HVTL) і Осі HV (Hval)
Hval і HVTL цілком (100%) належать Tata Motors, зайняті в бізнесі виготовлення коробок передач та осей для важких і середніх комерційних автомобілів з виробничими потужностями та інфраструктурою в Джамшедпурі.

### Tata Technologies Limited (TTL)
TTL надає інженерні і дизайнерські послуги для автомобільної промисловості. Tata Motors належить 86,91% частка акцій TTL. TTL розташована в Пуні і надає свої послуги в США і Європі через дочірні фірми в Детройті і Лондоні відповідно які повністю належать компанії. Також у компанії є представництво в Таїланді.

### Tata Daewoo Commercial Vehicles (TDCV)
TDCV, розташована в Південній Кореї повністю належить Tata Motors (придбана в березні 2004 року). TDCV займається виробництвом і продажем важких комерційних автомобілів.